# イサベラ・レオナルダ
イサベラ・レオナルダ (Isabella Leonarda) (1629年9月6日 – 1704年2月25日) はイタリア北部の都市ノヴァーラ出身のイタリア人作曲家である。16歳の時、彼女は聖ウルスラ修道院の聖ウルスラ学校に入り、生涯をそこで過ごした。彼女は修道院にいる間に作曲した数多くの楽曲で有名となり、当時最も多作な女性作曲家の一人であった。

## 生涯
アンナ・イサベラ・レオナルダは1629年9月6日、ジャンアントニオ・レオナルディと妻アポロニアの娘として生まれた。レオナルディ家はノヴァーラの古くからの名門家族で、一族からは教会や役所や貴族の高官を輩出していた。イサベラの父は伯爵の称号を持ち、法学博士であった。
1636年にレオナルダは、ノヴァーラにある聖ウルスラ修道院聖ウルスラ学校に入学した。彼女の家族は聖ウルスラ修道院の熱心な後援者であり続け、それはレオナルダの修道院での影響力に貢献したと思われる。彼女は聖ウルスラ修道院で、マードレ (1676)、スペリオーラ (1686)、マードレ・ヴィカーリア (1693)、評議員 (1700)といった様々な職位を歴任した。これらの職位の正確な意味は不明だが、「スペリオーラ」は修道院の中でおそらく最高の地位である。
レオナルダは彼女の故郷では高く評価される作曲家であったが、その作品はイタリアの他の地域ではほとんど知られていなかった。彼女は60年間にわたって作品を発表しており、最初は1640年の対話曲で、最後は1700年の「単声のためのモテット集」であった。レオナルダはその期間におよそ200曲を作曲しているが、1670年以前に出版されたはガスパーロ・カサーティが出した対話曲だけだった。彼女は50歳を過ぎてから本格的に作曲を始めたので、その頃から彼女の出版された作品を知ることができる。

## 音楽の事績
イサベラ・レオナルダは歌手や楽器奏者として知られているわけではない。しかしそれは彼女の名声を損なうものではなく、彼女はバロック音楽の時代の最も多作な修道院作曲家の一人であり、生涯に約200曲もの作品を作曲している。

### 学習と指導
聖ウルスラ修道院に入る前のレオナルダの音楽教育についてはほとんど知られていないが、おそらく彼女は裕福な上流階級の家庭で育ったことで音楽的素養を身につけたと考えられる。修道院ではガスパーロ・カサ―ティ (1610-1941) に師事したことがある。彼は1635年から亡くなるまでノヴァーラの大聖堂付作曲家で、あまり知られていないが才能ある作曲家であった。二人の直接的な関係を示すのは、カサ―ティの「教会協奏曲集第3集」に含まれる2つの劇的対話曲であり、その最初の曲はレオナルダの作品として知られている。
修道院の中では、彼女は1958年の文書に音楽教師 (magistra musicae) と記されている。このことはレオナルダが、修道院で他の修道女たちに音楽を指導する役割があったことを推測させる。そして彼女の作品を修道女たちが演奏する機会があったかもしれない。

### 作品
レオナルダの作品は教会音楽のジャンルをほとんど網羅していて、それは単声から4声のモテットや教会協奏曲、ラテン語の教会対話曲、詩篇曲、レスポンソリウム、マニフィカト、リタニ、ミサ曲、そして教会ソナタである。それに加え彼女はソロと通奏低音の曲、合唱曲、弦楽合奏曲を作曲している。レオナルダはさらに地元の言葉による聖歌をいくつか書いた。彼女の作品番号16の教会ソナタは、歴史上初めて女性が作曲した器楽ソナタであった。
レオナルダが最も得意としたのは単声のモテットだが、歴史的に重要な作品は彼女のソナタである。彼女は生涯に数多くのソナタを作曲した最初の女性であった。例えば、ソナタ第1番から第11番は2本のヴァイオリン、ヴィオローネ、そしてオルガンのための作品である。ソナタ第1, 第3, 第4, 第7, そして第8番は「協奏的ソナタ」で、3つの楽器はそれぞれ少なくとも1回はソロのパッセージを演奏する。ソナタ第12番はレオナルダの唯一のソロ・ソナタで、彼女の最も有名な作品の一つである。この曲は2つの緩徐楽章を含む7つの部分に分かれていて、緩徐楽章はレチタティーヴォのように、即興演奏の装飾音がつけられている。

### 音楽の様式
17世紀初頭のイタリア音楽には、第一作法と第二作法の区別があった。一般に第一作法様式の教育は女性には開かれていなかったが、レオナルダは正式な対位法を教わりそれを自分の多くの作品に使っている。レオナルダの複雑な和声の使用は、聖ウルスラ修道院でのポリフォニー音楽の育成に彼女が影響を与えた一例であり、同時代に多くの他のイタリア人修道女が自分の修道院で同じことをしていたのである。この様式は音楽家の創造性を引き出す雰囲気を醸成しており、即興演奏や音楽的装飾音を可能にしている。
レオナルダのソナタはしかし、ソナタの正式な構造とは異なっていた。アルカンジェロ・コレッリが確立した「標準」は、4楽章、緩-急-緩-急の形式の教会ソナタであった。しかしレオナルダのソナタは、4楽章 (ソナタ第6番と第9番) から13楽章 (ソナタ第4番) まで変化のある形式で、緩-急-緩-急のモデルも踏襲していなかった。それに加えレオナルダは、繰り返しも普通とはかなり違ったやり方を使用した。ソナタ第5番は最も一般的である。ソナタ第10番は2つの繰り返しがあり、ABCDEBDFBGのパターンである。ソナタ第4番は極めて特殊なパターンで、ABCDEFGHIJI'J'I'/'となっている。楽章には基本的に3つのタイプがある。(1) 2拍子の速い楽章には、しばしばいくつかの通模倣様式があり、カンツォーナの伝統から派生している。(2) 2拍子の遅い、表情豊かな、ホモフォニーの楽章は、おそらくトッカータやレチタティーヴォと関連している。そして (3) 明らかにダンスに関連した3拍子のホモフォニー楽章 (時々模倣した短いパッセージを伴う) 。

### 作品の献辞
レオナルダのほとんどすべての作品には、2つの献辞が掲げられている。一つは聖母マリアに宛てたもので、もう一つは高位にいる人へのものである。彼女の献辞の一つでレオナルダは、作曲は現世での賞賛を得るためではなく、彼女が聖母マリアに献身していることを世の全ての人に知ってもらうためだ、と言っている。献辞を捧げられた人にはミラノ大司教、ノヴァーラの司教、そして神聖ローマ皇帝レオポルド1世がいる。修道院への財政支援を求める必要からこれらの献辞の多くは書かれている。また彼女は作品10の献辞の中で、作曲は休憩時間にだけ行ったもので、修道院での管理業務を怠ったものではない、と記している。このことは、レオナルダが修道院の中で高い地位にいることで他の修道女より作曲に多くの時間をさけるのだという多くの推量を、きっぱりと否定している。